# 8475 Vsevoivanov
8475 Vsevoivanov eller 1985 PC2 är en asteroid i huvudbältet som upptäcktes den 13 augusti 1985 av den rysk-sovjetiske astronomen Nikolaj Tjernych vid Krims astrofysiska observatorium på Krim. Den har fått sitt namn efter Vsevolod V. Ivanov.
Asteroiden har en diameter på ungefär 14 kilometer.